# Allophylus aldabricus
Allophylus aldabricus là một loài thực vật]] thuộc họ Sapindaceae. Đây là loài đặc hữu của Seychelles. Chúng hiện đang bị đe dọa vì mất môi trường sống.